# Dombeya ledermannii
Espèce
Synonymes
- Dombeya discolor Engl.[1]

Statut de conservation UICN

 CR A1c : 
En danger critique
Dombeya ledermannii Engl. est une espèce de plantes à fleurs de la famille des Malvaceae et du genre Dombeya, présente en Afrique tropicale.

## Étymologie
Son épithète spécifique rend hommage au botaniste suisse Carl Ludwig Ledermann qui, le 1er décembre 1908, récolta le premier spécimen, en fleurs, dans une forêt-galerie du Cameroun, entre Fossong et Dschang, à une altitude d'environ 1 200-1 300 m.

## Description
C'est un petit arbre pouvant atteindre 15 m de hauteur. En avril on l'aperçoit de loin grâce à ses fleurs blanches, mais la floraison peut se produire en novembre.

## Distribution
L'espèce a été observée principalement au Cameroun, dans les Bamenda Highlands (en) (dont Réserve forestière de Bali Ngemba, Dom), également au Nigeria, sur le plateau de Mambila et le plateau de Jos.
Assez rare, elle est considérée comme une « espèce en danger critique d'extinction » du fait de la déforestation.